# 百々佑利子
百々 佑利子（もも ゆりこ、1941年4月1日 - ）は、日本の英文学者、児童文学翻訳家。元日本女子大学教授。本姓、竹内。

## 略歴・人物
東京生まれ。父は生物学者の八杉龍一。祖父はロシア語学者の八杉貞利。東京女子大学文理学部英米文学科卒業、テキサス大学大学院修士課程中退。英米圏に暮らす。1975年父とダーウィン『ビーグル号航海記』（を共訳し、その後英米の児童文学を数多く翻訳、のち神奈川大学教授、2000年ころから日本女子大学家政学部児童学科教授。2011年定年退任。オーストラリア、ニュージーランド文学会の創設にかかわる。2010年3月10日に創刊した国際児童図書評議会（IBBY）の機関誌『Bookbird』（の初の多言語版『ブックバード日本版』）の初代編集長としても活躍。

## 著書
- 『キーウィと羊と南十字星 ニュージーランド紀行』（根本進画、あかね書房、あかね紀行文学）1984
- 『児童文学のなかの母親』（くもん出版、くもん選書）1988
- 『児童文学を英語で読む』（岩波書店、岩波ジュニア新書）1998

## 翻訳
- 『ビーグル号航海記』（ダーウィン、八杉竜一共訳、あかね書房） 1975
- 『ノア船長はこぶね航海記』（K・ウォーカー、あかね書房） 1976
- 『ペンギン島のぼうけん』（J・ウェスト、古賀亜十夫画、あかね書房） 1977
- 『人類と文明の誕生 サルから古代文明まで』（ドン・ブロスウェル他、河内まき子共訳、文理、ビジュアルワールドライブラリー） 1980
- 『夏の終りに』（ジル・ペイトン・ウォルシュ、岩波書店、あたらしい文学） 1980
- 『白銀の夜をこえて』（S・フレミング、あかね書房） 1980
- 『海鳴りの丘』（ジル・ペイトン・ウォルシュ、岩波書店、あたらしい文学） 1981
- 『現代ニュージーランド短編小説集』（ジョン・ホプキンズ共監訳、評論社） 1981
- 『クライン博士の子育てに成功する10の鍵 0歳から12歳までのしつけと教育』（V・B・クライン、あずさ書房） 1982
- 『ちびっこ魔女 ブラッドレー家のふしぎな物語』（アン・ラッフェル、ポプラ社） 1982
- 『ニュージーランド史 南海の英国から太平洋国家へ』（キース・シンクレア、評論社） 1982
- 『現代オーストラリア短編小説集』（越智道雄共監訳、評論社） 1983
- 『それいけちびっこ作戦』（フィリパ・ピアス、ポプラ社） 1983
- 『トロルのもり』（エドワード・マーシャル、さ・え・ら書房） 1983
- 『ほのおの迷路』（A・ドルー、あかね書房） 1983
- 『がんばりかあさんと6人の子どもたち』（エルシー・ロック、ポプラ社） 1984
- 「マーとミーのはなし」（パット・ロス、ポプラ社）
『どっちがマーで、どっちがミー?』  1984
『ふたりでスーパーマーケット』 1984
- 『惑星Oの冒険』（モーリス・ジー、岩波書店） 1984
- 『ジキル博士とハイド氏』（スティーブンソン、ポプラ社文庫 怪奇シリーズ） 1985
- 『二つのオランダ人形の冒険』（バーサ・H・アプトン、ほるぷ出版） 1985
- 『悪魔の犬エリンチャ オーストラリアの昔ばなし』（編訳、小峰書店） 1986
- 『ABC殺人事件』（アガサ・クリスティ、ポプラ社文庫 怪奇・推理シリーズ） 1986
- 『サンゴしょうのひみつ』（ジョイ・カウリー、冨山房） 1986
- 『たつまきでお屋敷は消えた』（R・ブランスカム、文研出版） 1987
- 『世界のなかまたち - 人類の誕生から未来へ 人間の科学』（キース・ライ、同朋舎出版） 1987
- 『プラム ある家族の愛と憎しみ』（モーリス・ジー、サイマル出版会） 1987
- 『アイドルベア』（ロバート・イングペン、金の星社） 1988
- 『ひみつの花園』（バーネット、ポプラ社） 1988
- 『ひみつのポスト』（ジャン・マーク、文研出版） 1988
- 『マンガニニのはてしない旅』（ベス・ロバーツ、岩波書店） 1988
- 『森と海のであうところ』（ジーニー・ベイカー、佑学社） 1988
- 『ブランコの少女』（リチャード・アダムズ、評論社） 1989
- 『夏・みじかくて長い旅』（J・マーク、金の星社） 1992
- 『大陸をかけるエイラ 始原への旅だち 第4部』（ジーン・アウル、評論社） 1993
- 『いのちの木 あるバオバブの一生』（バーバラ・バッシュ、岩波書店） 1994
- 『パストゥール』（スティーヴ・パーカー、岩波書店、世界を変えた科学者） 1995
- 『マリー・キュリー』（スティーブ・パーカー、岩波書店、世界を変えた科学者） 1995
- 『ウナギのひみつ』（カレン・ウォレス、岩波書店） 1996
- 『吸血鬼カーミラ』（レ・ファニュ、集英社） 1996
- 『あかんぼうがいっぱい』（ミック・マニング,ブリタ・グランストローム、岩波書店） 1998
- 『世界のはじまり』（マーグリッド・メイヨー再話、岩波書店） 1998
- 『みんなのからだ』（ミック・マニング,ブリタ・グランストローム、岩波書店） 1998
- 『オールド・ブルー 世界に1羽の母鳥』（メアリ・テイラー、さ・え・ら書房） 1999
- 『マザーグースのたからもの』第1 - 3集（レイモンド・ブリッグス絵、ラボ教育センター） 1999 - 2000
- 『ぼくのクジラ』（キャサリン・スコウルズ、文研出版） 2001
- 『ワシとミソサザイ』（ジェーン・グドール再話、さ・え・ら書房） 2001
- 『空想動物ものがたり』（マーグリット・メイヨー再話、岩波書店） 2005
- 『聖書物語』（バン・ルーン、ポプラポケット文庫）　2006
- 『ルガルバンダ王子の冒険 古代メソポタミアの物語』（キャシー・ヘンダソン再話、岩波書店） 2007
- 『カンガルーには、なぜふくろがあるのか アボリジナルのものがたり』（ジェームズ・ヴァンス・マーシャル再話、岩波書店） 2011
- 『古代エジプトのものがたり』（ロバート・スウィンデルズ再話、岩波書店） 2011
- 『蝶の目と草はらの秘密』（ジョイス・シドマン、藤田千枝共訳、冨山房） 2011

### ドロシー・バトラー
- 『クシュラの奇跡 140冊の絵本との日々』（ドロシー・バトラー、のら社） 1984
- 『「クシュラの奇跡」をめぐって ドロシー・バトラー来日記念講演録』（のら書店） 1987
- 『5歳から8歳まで 子どもたちと本の世界』（ドロシー・バトラー、のら書店） 1988
- 『ドロシー・バトラー講演録Ⅱ 「5歳から8歳まで」と「クシュラの奇跡」について』（のら書店） 1989
- 『みんなわたしの 幼い子どもにおくる詩集』（ドロシー・バトラー編、岸田衿子共訳、のら書店） 1991
- 『おうちをつくろう クシュラにおくる詩集』（ドロシー・バトラー編、岸田衿子共訳、のら書店） 1993
- 『子ども・本・家族』（ドロシー・バトラー、のら書店） 1994
- 『わたしのバーニーいつもいっしょ』（ドロシー・バトラー、のら書店） 1997
- 『赤ちゃんの本棚 0歳から6歳まで』（ドロシー・バトラー、のら書店） 2002

### パトリシア・ライトソン
- 『ミセス・タッカーと小人ニムビン』（パトリシア・ライトソン、岩波書店） 1986
- 『ムーン・ダークの戦い』（パトリシア・ライトソン、岩波書店） 1991
- 『いにしえの少女バルイェット』（パトリシア・ライトソン、岩波書店） 1992

## 註
1. ↑  『日本児童文学大事典』
2. ↑  『読売年鑑 2016年版』（（読売新聞東京本社、2016年）p.456

## 参考
- http://bookweb.kinokuniya.co.jp/htm/4591095363.html